# Salkaj
Salkaj ili Salkaj Arita je otok u Laptevskom moru. Nalazi se na zapadnoj strani Olenekskog zaljeva, oko 40 km Z-SZ od delte Olenjoka. Dug je 7 km, a njegova najveća širina je 3 km.
- Samo 1.5 km sjeverno je još jedan otok, Orto Ari. Nešto je manji, dimenzija 5 x 2.7 km
- Daldalah je otok neposredno sjeverno od Orto-Arija koji je gotovo spojen s kopnom, odvojen od njega vrlo uskim kanalom na sjeverozapadnoj strani. Daldalah je dimenzija 5.5 x 3.3 km.

Područje na kojem se nalaze ovi otoci podložno je teškim arktičkim vremenskim uvjetima s čestim olujama i mećavama. More oko ovih otoka zaleđeno je oko devet mjeseci svake godine tako da su svi oni većinu vremena spojeni s kopnom.